# بیل کارترایت (بازیکن فوتبال، زاده ۱۹۲۲)
بیل کارترایت (انگلیسی: Bill Cartwright; ۱۱ ژوئن ۱۹۲۲ – ژوئن ۱۹۹۲) بازیکن فوتبال اهل بریتانیا بود.
از باشگاه‌هایی که در آن بازی کرده‌است می‌توان به باشگاه فوتبال ترانمره راورز اشاره کرد.